# 腰山謙介
腰山 謙介（こしやま けんすけ）は、日本の官僚。会計検査院事務総長。

## 人物・経歴
愛知県名古屋市生まれ。愛知県立惟信高等学校入学後に犬山市に移り、1984年南山大学法学部法律学科卒業。南山大学軟式庭球部出身。大学卒業後、会計検査院入庁。農林水産検査や防衛検査、国土交通検査などを担当し、国際協力機構出向等を経験。
- 2002年 会計検査院事務総長官房上席企画調査官付企画官（第4局担当）
- 2004年 会計検査院事務総局第1局財務検査課金融検査室長
- 2007年 会計検査院事務総長官房第5局上席調査官[3]
- 2011年 会計検査院事務総長官房人事課長
- 2014年 会計検査院事務総長官房総務課長
- 2015年 会計検査院事務総長官房審議官（第4局担当）
- 2016年 会計検査院事務総長官房審議官（事務総長官房担当）[3]、会計検査院事務総長官房総括審議官
- 2017年 会計検査院事務総局第2局長[4]
- 2018年 会計検査院事務総局次長に就任。森友学園問題に対応するなどした。同年、会計検査院事務総長に昇任[5]
- 2022年 退官[6]。同年NTT監査役[7]